# Für Dich (Album)
Für Dich ist das dritte Studioalbum der deutschen Popschlager-Sängerin Vanessa Mai.

## Entstehung und Artwork
Alle Stücke des Albums wurden von Dieter Bohlen, weitgehend in Zusammenarbeit mit Oliver Lukas, geschrieben. Ausnahme sind drei Lieder, die von Bohlen alleine geschrieben wurden. Das Stück Für dich wurde von Bohlen zusammen mit Lukas Hilbert und Klaus Hirschburger für Yvonne Catterfeld geschrieben, die es 2003 veröffentlichte. Produziert wurden alle Titel eigens von Bohlen. Abgemischt und programmiert wurden alle Lieder in den Jeopark Studios in Hamburg unter der Leitung von Joachim Mezei. Des Weiteren stand Mezei Bohlen auch als Koproduzent zur Seite. Gesungen werden alle Stücke eigens von Vanessa Mai, im Hintergrund wird sie dabei von Billy King, Christoph Leis-Bendorff, Johannes Leis-Bendorff, Christoph Papendieck und Natalie Pütz unterstützt. Als Instrumentalisten wurden Stefan Köhne, Joachim Mezei, Christoph Papendieck und Anders Wigelius am Bass, Keyboard und Schlagzeug, sowie Adriano Pratesi und Peter Weihe an der Gitarre engagiert. Das Album wurde unter dem Musiklabel Ariola veröffentlicht und durch den Arabella und Blue Obsession Musikverlag vertrieben.
Auf dem Cover des Albums ist – neben Künstlernamen und Albumtitel – das Gesicht Mais zu sehen. Im Inneren der CD befindet sich ein 24-seitiges Begleitheft mit Liedtexten und Bildern Mais. Das Coverbild und die Bilder im Booklet stammen von Sandra Ludewig, das Design von Roland Reinsberg.

## Veröffentlichung und Promotion
Die Erstveröffentlichung von Für Dich erfolgte am 15. April 2016 in Deutschland, Österreich und der Schweiz. Das Album besteht aus 14 neuen Studioaufnahmen. Neben der regulären Albumveröffentlichung folgte zeitgleich die Veröffentlichung einer limitierten Doppel-CD und einer limitierten Box. Das Doppelalbum beinhaltet eine Bonus-CD mit einem „Megamix“ und einem Remix. Das Boxset beinhaltet das limitierte Doppelalbum, das reguläre Album als Vinylplatte, einen Schlüsselanhänger, einen „Early Entry Pass“ für die Für Dich Tour, fünf Bilder von Mai im Vinyl-Format, ein DIN-A1-Poster und drei Ansteckplaketten. Am 21. Oktober 2016 folgte die Veröffentlichung einer „Geschenk Edition“ mit dem Titel Für Dich nochmal. Diese beinhaltet das reguläre Album inklusive der Remixe und eine DVD. Die DVD beinhaltet die MDR-Dokumentation Vanessa Mai – Mein Herz schlägt Schlager, die Musikvideos zu Ich sterb für dich und Meilenweit, sowie das Making-of zu Meilenweit.
Um sich und das Album zu bewerben, folgten unter anderem Liveauftritte zur Hauptsendezeit während der Feste der Volksmusik (Andrea Berg – Das Glückwunschfest 2016, Schlagerboom, Das große Schlagerfest) im Ersten, bei der Starnacht am Wörthersee, bei Hello Again des Schweizer Radio und Fernsehen und bei den Schlagern des Jahres 2016. Des Weiteren folgten Auftritte im ZDF-Fernsehgarten, bei ZDF-Fernsehgarten on Tour und Immer wieder sonntags. Außerdem war sie Teil der Konzertreihen „Das Beste der Feste“ Tour 2016 (34 Konzerte) und „Die große Schlager-Starparade 2016“ (11 Konzerte) und absolvierte vom September bis November 2016 ihre erste Solo-Tournee mit dem Titel „Für Dich Tour“.
Vanessa Mai – Mein Herz schlägt Schlager
Drei Monate nach der Veröffentlichung von Für Dich widmete sich der Mitteldeutsche Rundfunk in einem 45-minütigen TV-Spezial Mai. Ein Kamerateam begleitete Mai rund drei Monate von der Verleihung des ECHO Pop (7. April 2016) bis zur Veröffentlichung der zweiten Single Meilenweit (15. Juli 2016). Zu sehen sind Interviewausschnitte, in denen Mai von ihrer Kindheit, dem Beginn mit Wolkenfrei und der aktuellen Situation spricht. Des Weiteren zeigt die Dokumentation die Augenblicke Mais vor und nach dem Gewinn des ECHOs in der Kategorie Künstler/-in (Schlager/Volksmusik). Es sind Ausschnitte aus der „Das Beste der Feste“ Tour 2016 an der Mai mit verschiedenen Schlagermusikern teilnahm, mit einem Interview von Florian Silbereisen, zu sehen. Gegen Ende widmet sich die Dokumentation ausführlich mit dem Musikvideodreh zu Meilenweit.

## Hintergrundinformation
Bei Für Dich handelt es sich um das erste Album von Mai, dass sie unter ihrem eigenen Namen veröffentlicht. Das erste Album Endlos verliebt veröffentlichte sie noch mit der Band Wolkenfrei. Mit der Veröffentlichung von Wachgeküsst trat sie solo zumeist als „Wolkenfrei-Star Vanessa“ auf. Die Entscheidung, unter ihrem eigenen Namen aufzutreten, kam mit ihrem Job als Jurorin in der 13. Staffel von Deutschland sucht den Superstar. Abseits der Musik während der DSDS-Castings trat sie bereits unter ihrem eigenen Namen auf, um einen Konflikt zwischen ihrem Namen und Wolkenfrei aus dem Weg zu gehen.

## Inhalt
Alle Liedtexte des Albums sind in deutscher Sprache verfasst und stammen wie die Kompositionen von Dieter Bohlen, die Texte verfasste Bohlen größtenteils in Zusammenarbeit mit Oliver Lukas. Die Stücke Ohne dich, Meilenweit und Ich liebe dich wurden eigens von Bohlen geschrieben. Musikalisch bewegen sich die Lieder im Bereich des Popschlager. Es handelt sich bei allen Stücken um Neukompositionen, lediglich bei den Liedern Ich sterb für dich und Für dich handelt es sich um Coverversionen. Für dich ist eine exakte Kopie des Nummer-eins-Hits von Yvonne Catterfeld aus dem Jahr 2003. Das Original stammte ebenfalls von Bohlen und wurde in Zusammenarbeit mit Lukas Hilbert und Klaus Hirschburger geschrieben. Bei Ich sterb für dich handelt es sich um eine deutschsprachige Coverversion des Originals And When I Die von Touché. Die Kompositionen und der Text des Originals stammten ebenfalls von Bohlen, allerdings unter dem Pseudonym „Joseph Cooley“.
Das limitierte Doppelalbum beinhaltet eine zweite CD, auf der ein 22-minütiger „Megamix“ sowie ein Remix zu Ich sterb für dich zu finden ist. Der Remix stammt von Roman Lüth. Die „Geschenk Edition“ beinhaltet eine zusätzliche CD mit sechs Remixen unter anderem von Bassflow und Stereoact und eine zusätzliche DVD. Die DVD beinhaltet Musikvideos zu den Singles Ich sterb für dich und Meilenweit, ein Making-of zu Meilenweit und das TV-Special zu Mein Herz schlägt Schlager.
| #                | Titel                                        | Autor(en)                                        | Produzent(en) | Länge |
| ---------------- | -------------------------------------------- | ------------------------------------------------ | ------------- | ----- |
| 1                | Ich sterb für dich                           | Dieter Bohlen, Oliver Lukas                      | Dieter Bohlen | 3:14  |
| 2                | Wie ein Blitz                                | Dieter Bohlen, Oliver Lukas                      | Dieter Bohlen | 3:06  |
| 3                | Ich hör auf mein Herz                        | Dieter Bohlen, Oliver Lukas                      | Dieter Bohlen | 3:26  |
| 4                | Phänomenal                                   | Dieter Bohlen, Oliver Lukas                      | Dieter Bohlen | 3:02  |
| 5                | Herz an Herz                                 | Dieter Bohlen, Oliver Lukas                      | Dieter Bohlen | 3:33  |
| 6                | Ohne dich                                    | Dieter Bohlen                                    | Dieter Bohlen | 4:02  |
| 7                | Meilenweit                                   | Dieter Bohlen                                    | Dieter Bohlen | 3:39  |
| 8                | Willst du oder nicht                         | Dieter Bohlen, Oliver Lukas                      | Dieter Bohlen | 3:20  |
| 9                | Du und ich                                   | Dieter Bohlen, Oliver Lukas                      | Dieter Bohlen | 2:55  |
| 10               | Wir sind heut schwindelfrei                  | Dieter Bohlen, Oliver Lukas                      | Dieter Bohlen | 3:05  |
| 11               | Ich liebe dich                               | Dieter Bohlen                                    | Dieter Bohlen | 3:16  |
| 12               | Für dich                                     | Dieter Bohlen, Lukas Hilbert, Klaus Hirschburger | Dieter Bohlen | 3:22  |
| 13               | Wunder gibt’s nicht nur im Himmel            | Dieter Bohlen, Oliver Lukas                      | Dieter Bohlen | 3:08  |
| 14               | Kann’s nicht glauben                         | Dieter Bohlen, Oliver Lukas                      | Dieter Bohlen | 3:41  |
| Limited Edition  |                                              |                                                  |               |       |
| 15               | Megamix                                      | Dieter Bohlen, Oliver Lukas                      | Dieter Bohlen | 21:43 |
| 16               | Ich sterb für dich (RMX)                     | Dieter Bohlen, Oliver Lukas                      | Dieter Bohlen | 3:12  |
| Für Dich nochmal |                                              |                                                  |               |       |
| 15               | Meilenweit (Single Mix)                      | Dieter Bohlen                                    | Dieter Bohlen | 3:20  |
| 16               | Meilenweit (Bassflow Mix)                    | Dieter Bohlen                                    | Dieter Bohlen | 3:08  |
| 17               | Mein Herz schlägt Schlager (Stereoact Remix) | Felix Gauder, Oliver Lukas, Oli Nova             | Dieter Bohlen | 3:25  |
| 18               | Wie ein Blitz (Jeo Remix)                    | Dieter Bohlen, Oliver Lukas                      | Dieter Bohlen | 2:55  |
| 19               | Phänomenal (Jeo Remix)                       | Dieter Bohlen, Oliver Lukas                      | Dieter Bohlen | 3:19  |
| 20               | Für dich (Jeo Remix)                         | Dieter Bohlen, Lukas Hilbert, Klaus Hirschburger | Dieter Bohlen | 3:21  |

## Singleauskopplungen
Bereits zwei Monate vor der Veröffentlichung des Albums wurde am 19. Februar 2016 vorab die Single Ich sterb für dich ausgekoppelt. Am 15. Juli 2016 folgte mit Meilenweit die zweite Singleauskopplung. Die dritte und bislang letzte Single Ohne dich erschien am 8. Oktober 2016. Zu den ersten beiden Singleveröffentlichung erschien jeweils ein richtiges Musikvideo, zu Ohne dich wurde lediglich eine Liveversion veröffentlicht. Wie schon bei Wolke 7 führte Oliver Sommer Regie bei Ich sterb für dich und Meilenweit.
Von allen drei Singles konnte sich nur Ich sterb für dich in den Charts platzieren. Die Single erreichte Position 35 in den deutschen Singlecharts und konnte sich insgesamt fünf Wochen in den Charts halten. In Österreich erreichte die Single in vier Chartwochen Position 48 und in der Schweiz in zwei Chartwochen Position 67 der Charts.

## Für Dich Tour
Bei der Für Dich Tour handelte es sich um die erste eigenständige Konzertreihe Mais als Hauptact, nachdem sie im Vorfeld bereits an Schlager-Konzertreihen wie unter anderem der Das Beste der Feste Tour 2016 teilnahm oder im Vorprogramm von Fantasy spielte. Die Tour erstreckte sich über einen Zeitraum von zwei Monaten und führte Mai mit ihrer Begleitband durch 21 deutsche Städte sowie drei Mal nach Dänemark und einmal nach Zürich in die Schweiz. Die Setlist variierte während der Tour zwischen 23 und 24 Titeln. Das Programm bestand größtenteils aus einer Mischung der letzten beiden Studioalben Wachgeküsst und Für Dich. Das Konzert im Tempodrom in Berlin vom 10. Oktober 2016 wurde aufgezeichnet und als Live- sowie Videoalbum unter dem Titel Für Dich – Live aus Berlin am 6. Januar 2017 veröffentlicht.

## Mitwirkende
Albumproduktion
- Dieter Bohlen: Komponist, Liedtexter, Musikproduzent
- Lukas Hilbert: Liedtexter (Lied 12)
- Klaus Hirschburger: Liedtexter (Lied 12)
- Billy King: Hintergrundgesang (Lieder: 1, 7)
- Stefan Köhne: Bass (Lieder: 2–3, 7, 14), Keyboard (Lieder: 2–3, 7, 14), Schlagzeug (Lieder: 2–3, 7, 14)
- Christoph Leis-Bendorff: Hintergrundgesang (Lieder: 1–5, 7–10, 12–14)
- Johannes Leis-Bendorff: Hintergrundgesang (Lied 1)
- Oliver Lukas: Liedtexter (Lieder: 1–5, 8–10, 13–14)
- Vanessa Mai: Gesang, Hintergrundgesang
- Joachim Mezei: Abmischung, Bass (Lieder 1, 4–5, 8–13), Keyboard (Lieder: 1, 4–5, 8–13), Programmierung, Koproduzent, Schlagzeug (Lieder: 1, 4–5, 8–13)
- Christoph Papendieck: Bass (Lied 6), Hintergrundgesang (Lieder: 6, 11), Keyboard (Lied 6), Schlagzeug (Lied 6)
- Adriano Pratesi: Gitarre (Lied 6)
- Natalie Pütz: Hintergrundgesang (Lieder: 6, 11)
- Peter Weihe: Gitarre (Lied 12)
- Anders Wigelius: Bass, Keyboard, Schlagzeug (Lied 5)

Artwork (Booklet/Cover)
- Sandra Ludewig: Fotograf
- Roland Reinsberg: Artwork

Unternehmen
- Arabella Verlag: Vertrieb
- Ariola: Musiklabel
- Blue Obsession Musikverlag: Vertrieb
- Jeopark Studio: Tonstudio

## Rezeption

### Chartplatzierungen
Für Dich erreichte in Deutschland Position vier der Albumcharts und konnte sich insgesamt drei Wochen in den Top 10 und 55 Wochen in den Charts halten. In Österreich erreichte das Album ebenfalls Position vier und konnte sich vier Wochen in den Top 10 und 45 Wochen in den Charts halten. In der Schweiz erreichte das Album Position sechs und konnte sich insgesamt zwei Wochen in den Top 10 und 26 Wochen in den Charts halten. 2016 platzierte sich das Album auf Position 46 in den deutschen Album-Jahrescharts, sowie auf Position 47 in Österreich und auf Position 62 in der Schweiz. Des Weiteren erreichte Mai nach Wachgeküsst zum zweiten Mal die Spitze der offiziellen Schlager Top 20 in Deutschland. Das Album hielt sich eine Woche an der Spitze der Schlagercharts.
Für Mai ist Für Dich der dritte Charterfolg in den Albumcharts in Deutschland, Österreich und der Schweiz. Es ist bereits ihr zweiter Top-10-Erfolg in Deutschland und Österreich sowie der erste in der Schweiz. Es ist ihr drittes Album in Folge, dass sich gleichzeitig in allen D-A-CH-Staaten platzieren konnte. Bis dato konnte sich kein Album Mais höher in allen drei Ländern platzieren, in der Schweiz konnte sich bis dato auch kein Album länger in den Charts halten.
| ChartsChartplatzierungen | Höchstplatzierung | Wochen |
| ------------------------ | ----------------- | ------ |
| Deutschland (GfK)        | 4 (55 Wo.)        | 55     |
| Österreich (Ö3)          | 4 (45 Wo.)        | 45     |
| Schweiz (IFPI)           | 6 (26 Wo.)        | 26     |

| ChartsJahrescharts (2016) | Platzierung |
| ------------------------- | ----------- |
| Deutschland (GfK)         | 46          |
| Österreich (Ö3)           | 47          |
| Schweiz (IFPI)            | 62          |

### Auszeichnungen für Musikverkäufe
Im November 2016 wurde das Album mit einer Goldenen Schallplatte in Österreich ausgezeichnet. Im Mai 2017 folgte in Deutschland zunächst eine Platin-Schallplatte für über 200.000 verkaufte Einheiten. Im Oktober 2020 erhielt Mai dreifach Gold in Deutschland. Insgesamt wurde das Album zweimal mit Gold und einmal mit Platin für über 307.500 Verkäufe ausgezeichnet, damit ist es der meistverkaufte Tonträger Mais.

| Land/Region        | Auszeichnungen für Musikverkäufe (Land/Region, Auszeichnung, Verkäufe) | Verkäufe |
| ------------------ | ---------------------------------------------------------------------- | -------- |
| Deutschland (BVMI) | 3× Gold                                                                | 300.000  |
| Österreich (IFPI)  | Gold                                                                   | 7.500    |
| Insgesamt          | 2× Gold · 1× Platin ·                                                  | 307.500  |